# Sýkora koňadra
Sýkora koňadra (Parus major) je malý druh pěvce z čeledi sýkorovitých. Je největším a nejrozšířenějším evropským druhem sýkor.

## Taxonomie
Tvoří zřejmě superspecies se sýkorou středoasijskou (Parus bokharensis), sýkorou zelenohřbetou (P. monticolus) a sýkorou indickou (P. nuchalis). Zeměpisná proměnlivost je složitá, zčásti klinální. Celkem 34 poddruhů se obvykle rozlišuje do tří skupin: „major“ s 12 poddruhy žijícími na západě Palearktidy, „cinereus“ se 13 poddruhy obývajícími jihovýchodní Asii a „minor“ s 9 poddruhy ve východní Palearktidě. V Evropě se vyskytuje celkem 7 poddruhů z první skupiny:
- sýkora koňadra anglická (P. m. newtoni) – Britské ostrovy, Nizozemsko, Belgie, Bretaň
- s. k. evropská (P. m. major) – většina Evropy a západní Sibiř
- s. k. korsická (P. m. corsus) – Pyrenejský poloostrov a Korsika
- s. k. baleárská (P. m. mallorcae) – Baleáry
- s. k. sardinská (P. m. ecki) – Sardinie
- s. k. řecká (P. m. aphrodite) – jižní Itálie a Řecko a ostrovy po Kypr
- s. k. krétská (P. m. niethammeri) – Kréta

## Popis

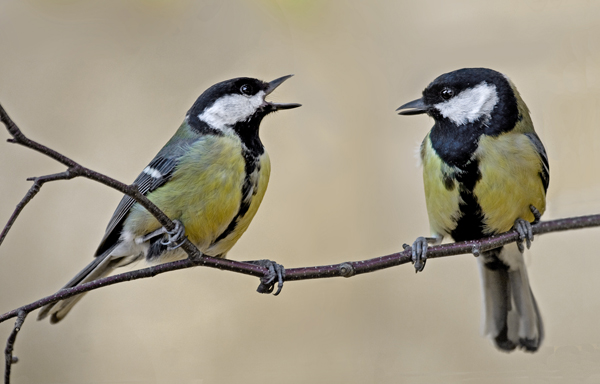
Pár sýkor koňader (vlevo samice, vpravo samec)

Sýkora koňadra je nejběžnější a největší sýkora, je velká asi jako vrabec domácí. Dorůstá délky 13,5–15 cm a váží 14–23 g. Hlavu má leskle černou, jen tváře a příuší jsou bílé. Černá barva pokračuje na náprsenku a zužuje se do černého pruhu, který se táhne přes břicho (u samice je pruh tenčí, často na břiše přerušený, kdežto u samce tvoří uprostřed břicha černou skvrnu). Hřbet je mechově zelený, křídla modrošedá s výraznou bílou křídelní páskou, spodina sírově žlutá a ocas modrošedý s bílými stranami; černý pruh na břiše bývá jen naznačen. Zobák je silný, kuželovitý a hnědošedý, nohy šedé a duhovka hnědá. Mladí ptáci jsou vybarveni matněji, mají žlutavé skvrny na tvářích bez úplného spodního černého okraje.
Létá vlnkovitě a rychle.

## Hlas
Hlas má proměnlivý, volání je rytmické. Ptáci dodržují rytmus, ale sled, výšku a počet tónů obměňují, a tak vytvářejí řadu variant; každá koňadra umí až 10 variant. U průměrného samce bylo zaznamenáno 32 různých hlasových projevů, ale někteří jich zvládali až 40. Mezi nejčastější patří vábení „tví-tit“ a varování „citerr“. Zpěv, kterým se ozývá již od konce zimy, je hlasitý, melodický a každý motiv je v něm opakován 2× až 3× ( poslech). Hašteření provází hrubé če-če-če-če. Podle studie holandských vědců je zpěv samců ve městech hlasitější, rychlejší a kratší než zpěv samců v lesích.

## Rozšíření
Sýkora koňadra má palearktické rozšíření, zahrnující celý Palearkt od Irska až po Kamčatku a také jihovýchodní Asii, Malajsii a Indonésii. V Evropě patří k nejhojnějším ptačím druhům. Od 70. let 20. století jsou její stavy ve většině evropských zemí stabilní, a proto je druh považován za zabezpečený.

## Výskyt v Česku
V ČR hnízdí početně na celém území, ale se stoupající nadmořskou výškou se početnost snižuje. V Krkonoších hnízdí běžně do 1000 m n. m., výjimečně do 1200 m n. m., v Krušných horách byla zjištěna až na Klínovci ve 1200 m n. m., na Šumavě ve Zhůří v 1140 m n. m. Během mimohnízdních potulek vystupuje ještě výše a objevuje se i v pásmu kleče; v době tahu přeletuje také horská sedla. Celková početnost byla v letech 1985–1989 odhadnuta na 3–6 milionů hnízdících párů a tento odhad zůstal nezměněn pro období 2001–2003, přestože výsledky jednotného programu sčítání ptáků z území ČR za posledních více než 20 let naznačují velmi mírný pokles. V ČR je převážně stálým, v případě mladých ptáků potulným druhem, který na našem území zimuje v počtu 2–4 milionu jedinců.

## Prostředí
Vyhledává zvláště listnaté a smíšené lesy, žije i v jehličnatých porostech, remízcích, sadech, zahradách, parcích i v zeleni vnitřní městské zástavby.

## Chování
Sýkora koňadra je vysoce přizpůsobivá a učenlivá, umí být bojovná.
V Anglii se naučila rozklovávat hliníková víčka lahví s mlékem a sezobávat smetanu pod nimi. Tato dovednost byla poprvé pozorována v roce 1921 a během následujících dvou desetiletí se mezi koňadrami rychle rozšířila a osvojily si ji i modřinky.
V roce 2009 byla jako vůbec první pěvec pozorována v Maďarsku při zabíjení a požírání netopýrů hvízdavých (Pipistrellus pipistrellus). Útočila výhradně na hibernující jedince, a to jen při nedostatku jiné potravy. Ojediněle jsou známy i případy kanibalismu a zabití i požírání jiných druhů pěvců.
Ornitologové z univerzity v Gronigenu sledovali 10 let dění v ptačích budkách lejsků černohlavých (Ficedula hypoleuca) v národních parcích Dwingelderveld a Drents-Friese Wold. Zdokumentovali 88 mrtvých lejsků, z nichž 86 usmrtily sýkory koňadry, dva sýkory modřinky. Jev lze vysvětlit mezidruhovou konkurencí umocněnou oteplením klimatu; dochází totiž k posunu hnízdní sezóny a ptáci, kteří se dosud míjeli, se začínají potkávat. Místa k hnízdění jsou limitována, a proto o ně ptáci svádějí souboj (hnízdící pták je současně velmi teritoriální). Lejsek s hmotností 13 g nemá proti sýkoře těžší o tři gramy valnou šanci, zejména pokud sedí na hnízdě a chrání vejce. Útočící sýkora mu údery zobáku rozklove hlavu. Většinu mrtvých lejsků tvoří samci, protože právě samci vyhledávají vhodné místo k hnízdění. Zjistilo se, že zabití lejskové jsou obvykle samci přilétající na začátku léta, tedy na reprodukci pozdě; patrně by nezískali samice, ani kdyby nalezli vhodné hnízdo.

## Tah
Převážně stálý a přelétavý druh na většině svého území, zčásti tažný ve střední, severní a východní Evropě. Dříve byla považována za typicky stálého ptáka, ale díky kroužkování bylo zjištěno, že někteří naši ptáci, zejména mladí, přezimují u Jadranu a v teplém jižním podhůří Alp v Itálii a Francii. V ČR přezimují někteří ptáci z Polska, Běloruska a z podhůří Uralu.

## Hnízdění

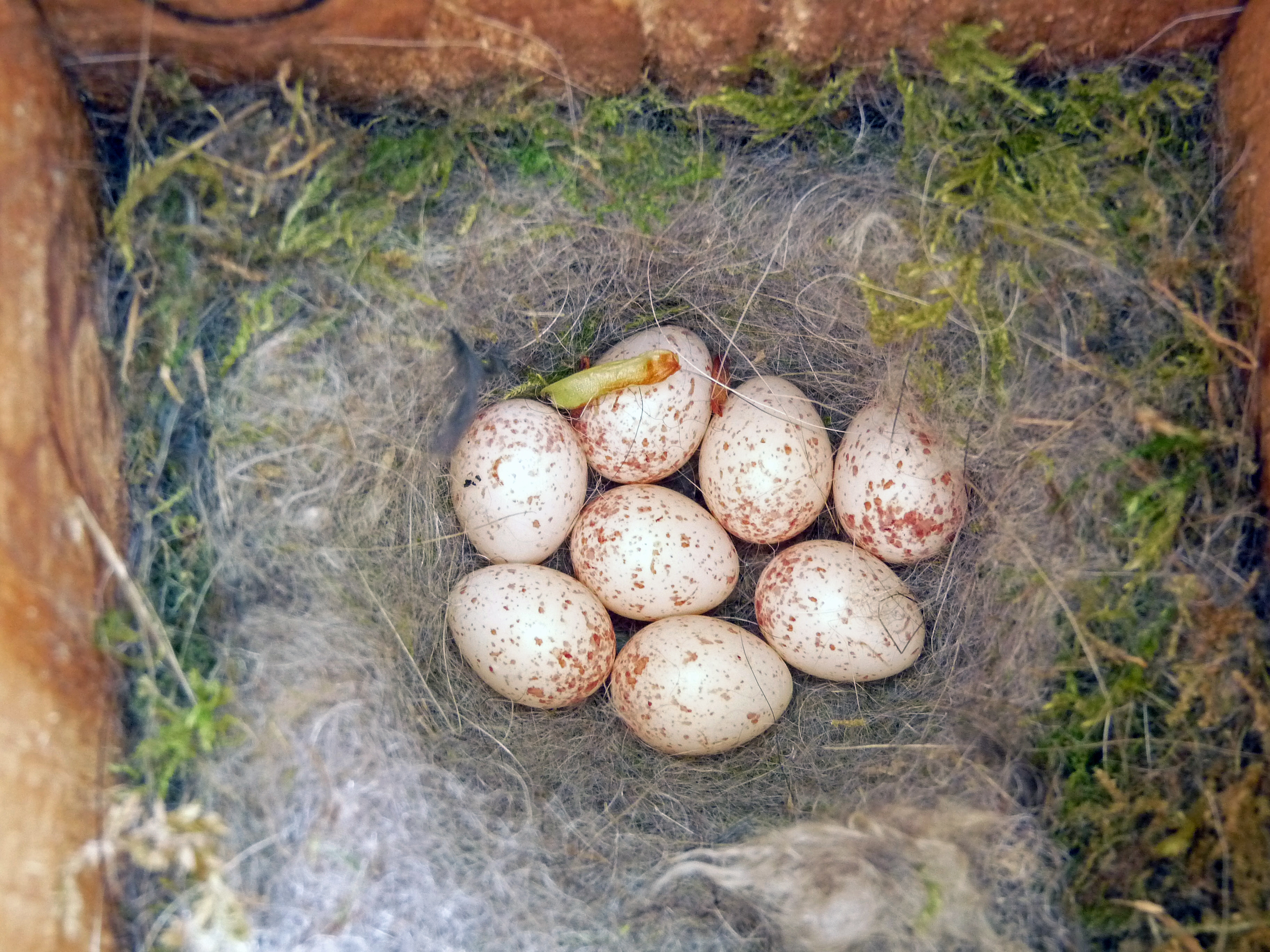
Hnízdo v budce s vejci

Hnízdí jednotlivě, teritoriálně a monogamně, vzácně byla zjištěna i bigamie. Páry se vytvářejí většinou nově po rozpadu zimních hejn. Velikost teritoria je variabilní a v závislosti na prostředí se pohybuje mezi 0,4–3,0 ha.
Přirozeně hnízdí v dutinách stromů, ovšem je velmi přizpůsobivá, a tak běžně obsazuje hnízdní budky a zahnízďuje i na řadě jiných míst (v hromadách dříví, kovových trubkách, dutinách zdí, starých hnízdech strak a veverek, poštovních schránkách, v zemních děrách). Budka pro koňadru by měla být vysoká 25 cm s průměrem dna 12 × 14 cm a kulatým vletovým otvorem v průměru 32 mm, případně svisle oválným v průměru 32 × 35 mm.
Hnízdo staví samotná samice z mechu prokládaného trávou, kořínky a lišejníky, hlubokou hnízdní jamku navíc vystýlá rostlinným chmýřím, srstí a někdy peřím. Stavba trvá obvykle 2–6 dnů, ale při prvním hnízdění může trvat mnohem déle (až 20 dnů). Běžně hnízdí dvakrát ročně od dubna do července. Velikost snůšky závisí zejména na množství potravy, dále na době hnízdění, stáří samice a dalších faktorech. Snůška čítá obvykle 8–12 bílých, červenohnědě skvrnitých vajec o rozměrech 17,6 × 13,4 mm a průměrné hmotnosti 1,6 g. Snášena jsou denně, někdy také dvě vejce za den, tři za dva dny nebo naopak s jednodenní pauzou. Délka sezení je 12–17 dnů; sedí pouze samice, zatímco samec krmí. Mláďata se líhnou během jednoho až tří dnů, jsou krmena oběma rodiči a hnízdo opouštějí po 17–23 dnech. Při prvním hnízdění jsou krmena dalších 6–8 dnů, při druhém hnízdění dvakrát déle. Mladí ptáci setrvávají s rodiči přes zimu. Pohlavně dospívají ve  druhém kalendářním roce života.
Úspěšnost hnízdění je vlivem predace a počasí značně variabilní (40–95 %), u prvního hnízdění bývá zpravidla vyšší než u druhého. Pressen uvádí z celkového počtu 3818 vajec ztráty 774 vajec a 618 mláďat, celkovou úspěšnost uvádí 36,5 %. Figura v letech 2005–2012 zjistil u 124 hnízd jako nejčastější příčinu ztrát predaci (67 % hnízd), a to hlavně kunou (podíl na predačních událostech 42,86 %), plchem velkým (32,47 %) a strakapoudem velkým (9,10 %). Úmrtnost v prvním roce života je 61,1 %, nejstarší kroužkovaný pták se dožil 15 let a 5 měsíců.

## Potrava
Složení potravy sýkory koňadry je sezónně proměnlivé. Na jaře a v létě v něm převažuje živočišná složka, kterou tvoří hlavně hmyz v různých vývojových stadiích, zejména motýli (až 62,2 %), brouci (až 64,9 %), blanokřídlí (až 45,7 %), stejnokřídlí (až 53,1 %) a dvoukřídlí (až 36,1 %), ale i pavouci (až 33,3 %). Na podzim a v zimě vyhledává hlavně semena; v předjaří mohou být v potravě zastoupena až 70 %, přičemž jde nejčastěji o semena slunečnice, buku a ořešáku. Může také oštipovat dužnaté plody dřevin, pupeny a listy, pít nektar a požírat drobné plže, které vyhledává kvůli obsahu vápníku v ulitách. Mláďata jsou krmena převážně housenkami motýlů (i přes 90 %), dále jiným hmyzem, pavoukovci a někdy i semeny a plody dřevin. Dospělí ptáci mohou mláďata krmit i více než 800× (průměrně 380×) denně, čímž úspěšně regulují výskyt případných hmyzích škůdců. Podle studie zveřejněné v roce 2007 pomohly v Nizozemsku sýkory hnízdící v jabloňových sadech ke snížení počtu housenek o celých 50 %. Potravu sbírá hlavně na větvích stromů a keřů, ale i na zemi a v zimě často na krmítkách. Potřebuje-li potravu vyklovat, dokáže si skořápku atd. držet na podložce oběma nohama.

## České pojmenování
K historickým zoologickým názvům pro sýkoru koňadru patří: koňadra, sýkora, koňadra obecná.
Původ rodového jména sýkora je onomatopoický. Vyšlo z podoby zvuků při vábení a později se přiklonilo k „sykat“, příp. se uvádí i opačný postup vývoje, že sýkora je od „sykat“, protože vábí „syk syk syk“.
Druhové jméno koňadra je české, předobrozenecké. Sémantika původně hanlivého jména „konědra“ pramení z vlastnosti sýkory koňadry – bojovnosti, „dravosti“. Podle staročeského konědra čili ras, pohodný jde o toho, „kdo dere koně“. Protože slovo konědra (ras) postupně mizelo z běžného užívání, stávalo se „koňadra“ (druh sýkory) výrazem náchylnějším k větším či menším hláskovým obměnám, viz i lidové názvy.
Lidové názvy: babčice, babička, dřevolezka, hořňák, kanazda, koňafka, koňak, koňarda, koňarka, koňárka, koňařda, konářice, koňařka, koňaska, koňavka, koňazda, koňazdra, koněrza, koněuzdra, konězdra, koniř, koníř, koniřka, konířka, konízdra, koňouzdra, křižová, křížovka, kuňadra, kunizdra, kunorza, patiťa, pískora, ponrava, sýkora velká, uhlík, vlaská. Například i v periodiku Naše řeč se dočteme: „A r. 1890 nasbíral Šír pro jedinou sýkorku ‚koňadru‘ celkem 30 jmen českých (německých 25): vedle rozmanitých forem slova ‚koňadra‘ také ‚křížovka‘, ‚babčice‘, ‚hořňák‘, ‚uhlík‘, ‚patiťa‘, ‚ponrava‘, ‚pískora‘ atd.“